# Ange Kouamé
Ange Samuel Kouamé (Ouragahio, 22 de dezembro de 1996), conhecido também como An Yi-en (安以恩), é um futebolista taiwanês nascido na Costa do Marfim que atua como atacante. Atualmente defende o Liaoning Tieren e a Seleção de Taipé Chinês.

## Carreira em clubes
Iniciou a carreira em 2017, no Green Archers United, clube da primeira divisão do Campeonato Filipino.
Em 2018, assinou com o Tatung (atual Leopard Cat) para disputar o Campeonato Taiwanês, atuando em 52 jogos e marcando 44 gols em 3 temporadas, sagrando-se bicampeão nacional e artilheiro da competição em 2020, com 20 gols.
Em 2021, foi para o Taiwan Steel, atuando também por 3 temporadas. Pelas Águias, Kouamé fez 31 gols em 48 partidas e conquistou o tricampeonato nacional. Em janeiro de 2024, deixou o Taiwan Steel para atuar no Liaoning Tieren, clube da Primeira Liga Chinesa (segunda divisão).

## Carreira internacional
Nascido na Costa do Marfim e casado com uma taiwanesa, Kouamé fez sua estreia pela Seleção de Taipé Chinês em setembro de 2023, contra as Filipinas, tornando-se o segundo atleta naturalizado a representar os Azuis-Brancos em nível internacional (o primeiro havia sido o turco Onur Dogan, em 2014). No jogo contra Singapura, marcou seu primeiro gol pela seleção, mas não evitou a derrota por 3 a 1.

## Títulos
Tatung
- Campeonato Taiwanês: 2018, 2019[carece de fontes?]

Tainan Steel
- Campeonato Taiwanês: 2021, 2022, 2023[carece de fontes?]

### Individuais
- Melhor Jogador do Campeonato Taiwanês: 2022[carece de fontes?]
- Artilheiro do Campeonato Taiwanês: 2020 (20 gols)[carece de fontes?]